# 何塞·米格尔·阿罗约
何塞·米格尔·阿罗约·伊·图阿松（英語：José Miguel Arroyo y Tuason，1945年6月27日—），是菲律宾总统格洛丽亚·马卡帕加尔-阿罗约的丈夫，在他妻子担任总统期间，他成为被攻击的主要目标，指控他涉嫌参与中兴通讯受贿丑闻。